# Harry Corner
Harry Richard Corner (Taunton, Somerset, 9 de juliol de 1874 – Radyr, Glamorgan, Gal·les, 7 de juny de 1938) va ser un jugador de criquet anglès, que va competir a cavall del segle xix i el segle xx. El 1900 va prendre part en els Jocs Olímpics de París, on guanyà la medalla d'or en la competició de Criquet a XII com a integrant de l'equip britànic.